# Шлыки
Шлыки — река в России, протекает по Куединскому и Бардымскому районам Пермского края. Устье реки находится в 17 км от устья реки Ашап по левому берегу. Длина реки составляет 20 км.
Исток реки в лесу в 3 км восточнее села Земплягаш. Исток находится на водоразделе с бассейном реки Буй, сама река Буй берёт начало рядом с истоком реки Шлыки. Течёт на северо-восток, верхнее течение проходит по Куединскому району, нижнее — по Бардымскому. Притоки — Калиновка, Пильва (левые); Осиновик, Киек (правые). В среднем течении протекает деревню Верх-Шлык. Впадает в Ашап в деревне Усть-Шлык.

## Данные водного реестра
По данным государственного водного реестра России относится к Камскому бассейновому округу, водохозяйственный участок реки — Кама от Камского гидроузла до Воткинского гидроузла, речной подбассейн реки — бассейны притоков Камы до впадения Белой. Речной бассейн реки — Кама.
Код объекта в государственном водном реестре — 10010101012111100014783.